# Tip on a Dead Jockey
Tip on a Dead Jockey (bra Contrabando no Cairo) é um filme de drama estadunidense de 1957 dirigido por Richard Thorpe e estrelado por Robert Taylor e Dorothy Malone. O filme é baseado no conto homônimo de Irwin Shaw, que foi publicado no The New Yorker em 1954.

## Elenco
- Robert Taylor como Lloyd Tredman
- Dorothy Malone como Phyllis Tredman
- Marcel Dalio como Toto del Aro
- Martin Gabel como Bert Smith
- Gia Scala como Paquita Heldon
- Jack Lord como Jimmy Heldon
- Hayden Rorke como J. R. Nichols
- Joyce Jameson como Sue Fan Finley

## Produção
Inicialmente, o título provisório foi The  32nd Day. De acordo com o The Hollywood Reporter em uma edição de outubro de 1956, Orson Welles foi originalmente contratado para dirigi-lo, mas mais tarde foi substituído por Richard Thorpe. O filme foi parcialmente filmado em locações em Madri, Espanha.